# By-, Land- og Kirkeministeriet
By-, Land- og Kirkeministeriet är ett ministerium i Danmark som ansvarar för religion och framförallt den danska folkkyrkan (en statskyrka). Ministeriet ansvarar för folkkyrkans ekonomi, styrning och personal. Det har sitt säte på Staldmestergården med omkring 70 anställda.
Med undantag för perioden 2007 till 2015, så är det ministeriet som godkänner trossamfund i Danmark. I november 2007 togs uppgiften över av Familiestyrelsen (som då tillhörde Justitsministeriet). I oktober 2011 blev styrelsen överförd till Social- og Integrationsministeriet för att 28 juni 2015 åter hamna under Kirkeministeriet.

## Historia
Då de första ministerierna bildades i Danmark efter marsrevolutionen kom kyrkliga frågor att ligga under Ministeriet for Kirke- og Undervisningsvæsenet, också kallat Kultusministeriet. Det ministeriet delades 1916 upp i  Kirkeministeriet och Undervisningsministeriet. De bägge ministerierna ligger fortfarande bägge två på Staldmestergården nära Christiansborg, där det ursprungliga Kultusministeriet låg sedan 1910.
När regeringen Helle Thorning-Schmidts tillträdde 2011 blev Ligestillingsministeriets område lagt under ministeriet som bytte namn till Ministeriet for Ligestilling og Kirke. I 2014 flyttades jämtställdhetsområdet till Social-, Børne- og Integrationsministeriet som samtidigt bytte namn till Ministeriet for Børn, Ligestilling, Integration og Sociale forhold, medan Ministeriet for Ligestilling og Kirke återgick till att kallas Kirkeministeriet.
När Regeringen Mette Frederiksen IIs tillträdde flyttades planläggning på landsbygden över till ministeriet från Indenrigs- og Boligministeriet och den nytillträdde ministern Louise Schack Elholm utsågs även till landsbygdsminister. Då planläggning hamnade inom ministeriet innebar det också att Plan- og Landdistriktsstyrelsen hamnade under ministeriet. Morten Dahlin är minister sedan 23 november 2023. Han är även nordisk samarbetsminister.